# Petronell-Carnuntum
Petronell-Carnuntum est une commune autrichienne du district de Bruck an der Leitha en Basse-Autriche.

## Histoire
Petronell-Carnutum a été créée à partir de la ville romaine de Carnuntum.
Il se déroule à Petronell en 1683 une bataille préliminaire du siège de Vienne où Mahomet IV fut battu et où Louis-Jules de Savoie, chevalier de Soissons frère du prince Eugène (1660-1683) trouva la mort.